# Калач, Борис Филиппович
Борис Филиппович Калач (11 августа 1923, Городня, Черниговская губерния — 18 декабря 2001, Гомель) — партизан Великой Отечественной войны, Герой Советского Союза (1945).

## Биография
Борис Калач родился 11 августа 1923 года в посёлке Городня (ныне — город в Черниговской области Украины). В 1939 году он окончил семилетнюю школу, в 1940 году — школу фабрично-заводского ученичества при Гомельском паровозоремонтном заводе по специальности токаря по металлу, после чего остался работать на этом заводе. С апреля 1941 года работал токарем-инструментальщиком Черниговской машинно-тракторной станции.
В начале Великой Отечественной войны Калач оказался в оккупации. В марте 1942 года он сумел установить связь с партизанским отрядом Алексея Фёдорова. Вскоре он был принят в этот отряд и назначен вторым номером пулемётного расчёта. Участвовал в рейдах соединения Фёдорова по Житомирской и Ровенской областям. С апреля 1943 года Калач занимал должность командира отделения, а впоследствии стал командиром диверсионного взвода. Летом-осенью 1943 года партизаны Калача подорвали 54 эшелона с важным грузами, техникой и живой силой противника, 12 из которых уничтожил лично Калач. Взвод успешно действовал до соединения с советскими частями. В июле 1944 года Калач по заданию командования был заброшен в немецкий тыл и развернул там активную подрывную деятельность. В ноябре того же года он получил ранение и до конца войны находился в госпитале.
После окончания войны Калач вернулся в Гомель. В 1950 году он окончил Гомельский педагогический институт, после чего работал директором средней школы. 
Скончался 18 декабря 2001 года.
Почётный гражданин словацкого города Медзилаборце.

## Награды
Указом Президиума Верховного Совета СССР от 2 мая 1945 года за «образцовое выполнение заданий командования в борьбе против немецких захватчиков, проявленные при этом мужество и героизм и за особые заслуги в развитии партизанского движения» Борис Калач был удостоен высокого звания Героя Советского Союза с вручением ордена Ленина и медали «Золотая Звезда».
Был также награждён орденами Отечественной войны I степени, Красной Звезды, рядом медалей и иностранных наград.
15 апреля 1999 года Указом Президента Республики Беларусь был награждён Орденом «За службу Родине» III степени.

## Память
- В д. Романовичи (черта г. Гомеля) именем Калача Бориса Филипповича названа улица.
- В Гомеле на здании школы № 2, в которой работал Б. Ф. Калач, и на доме № 7 по улице Катунина, в котором жил Б. Ф. Калач, установлены мемориальные доски.
- Стела в честь Б. Ф. Калача установлена на Аллее Героев в Гомеле (ул. Советская)[3][4].